# جیمز اچ. بردلی
جیمز اچ. بردلی (به انگلیسی: James H. Brady) سناتور سابق عضو حزب جمهوری‌خواه ایالات متحده آمریکا بود. وی در سال ۱۹۱۳ تا ۱۹۱۸ میلادی سناتور ایالت آیداهو در سنای ایالات متحده آمریکا بود.